# Estrilda verda
L'estrilda verda (Mandingoa nitidula) és un ocell de la família dels estríldids (Estrildidae). Habita la regió sub-sahariana d'Àfrica. És monoespecífic del gènere Mandingoa Hartert, 1919. Aquesta espècie es considera com de Baix Risc per la Llista Vermella.

## Subespècies
Té quatre sub espècies:
- Mandingoa nitidula chubbi
- Mandingoa nitidula nitidula
- Mandingoa nitidula schlegeli
- Mandingoa nitidula virginiae